# Cristian Chivu
Cristian Eugen Chivu (sinh ngày 26 tháng 10 năm 1980 ở Reşiţa) là một cựu cầu thủ bóng đá người România, hiện là huấn luyện viên trưởng của câu lạc bộ Inter Milan tại Serie A.
Chivu bắt đầu sự nghiệp tại câu lạc bộ quê nhà CSM Reșița trước khi chuyển tới  Universitatea Craiova năm 1998. Chivu chuyển sang câu lạc bộ Ajax ở Hà Lan vào năm tiếp theo. Ông trở thành đội trưởng ở Ajax trước khi chuyển sang AS Roma với bản hợp đồng trị giá 18 triệu Euro năm 2003. Chivu giành một Coppa Italia với Roma sau bốn năm trước khi chuyển sang Inter Milan, nơi ông chơi suốt những năm còn lại cho đến khi giải nghệ năm 2014. Năm 2010, Chivu gặp một chấn thuơng sọ não nghiêm trọng, khiến ông luôn phải thi đấu với một chiếc mũ bảo hiểm về sau. Ông là thành viên của Grande Inter, giành cú ăn ba năm 2010.
Chivu có 75 trận thi đấu quốc tế cho đội tuyển quốc gia Romania từ năm 1999 đến 2010, tham gia hai giải đấu Vô địch bóng đá Châu Âu vào năm 2000 và 2008.
Sau khi giải nghệ, ông tham gia bình luận bóng đá trên hai kênh Sky Sport và Fox Sports ở Italia. Đồng thời, Chivu cũng là thành viên của Ủy ban kỹ thuật của UEFA.
Ông bắt đầu sự nghiệp huấn luyện với vai trò huấn luyện Viên ở các đội trẻ Inter trước khi chuyển đến làm huấn luyện viên trưởng ở Parma vào tháng 2 năm 2025. Tháng 6 năm 2025, ông nhận lời làm huấn luyện viên trưởng của Inter Milan sau khi Simone Inzaghi rời đi.

## Sự nghiệp câu lạc bộ

### Giai đoạn đầu
Câu lạc bộ đầu tiên của Chivu là FCM Reşiţa. Sau khi chuyển tới chơi cho Universitatea Craiova, danh tiếng của ông bắt đầu nổi lên và màn trình diễn của anh đã thu hút sự chú ý của một số đội bóng lớn hơn bên ngoài Romania. Đội bóng Hà Lan Ajax Amsterdam ấn tượng với Chivu và chiêu mộ ông vào năm 1999.

### AFC Ajax
Ở Ajax ông phát triển danh tiếng như một hậu vệ đa năng và một chuyên gia đá phạt. Sau đó huấn luyện viên Ronald Koeman chọn ông là đội trưởng đội bóng. Với Chivu là đội trưởng, Ajax giành chức vô địch Eredivisie cùng một đội hình trẻ đầy tài năng. Chơi bên cạnh Chivu là những ngôi sao tương lai như Rafael van der Vaart, Wesley Sneijder, Andy van der Meyde, Zlatan Ibrahimović và Maxwell Cabelino Andrade. Chivu đóng một vai trò quan trọng trong đội hình Ajax ở chiến dịch cúp C1 mùa giải 2002-03, khi họ suýt vào được bán kết. Chivu cũng thuộc nhóm cầu thủ Ajax về sau gia nhập Inter Milan bao gồm Maxwell, Zlaton Ibrahimović, Andy Van der Meyde and Wesley Sneijder.

### AS Roma
Vào năm 2003, Roma thể hiện sự quan tâm của họ vào việc chiêu mộ Chivu. Ở thời điểm đó, Roma gặp vấn đề về tài chính và đã có những câu hỏi xung quanh việc Roma có thể chi bao nhiêu cho chuyển nhượng. Những vấn đề về tài chính ngày một tăng và Roma có ý định vay ngân hàng xong bị từ chối. Tuy nhiên, sau nhiều tin đồn Roma cuối cùng cũng mua được Chivu, kết thúc một thời gian dài với những tin đồn. Mức giá được cho là vào khoảng 18 triệu Euro. Mặc dù là một nhân tố quan trọng trong hàng thủ, ông thường ít được ra sân do dính phải chấn thương. Ông vô địch Coppa Italia 2007 trong mùa giải cuối cùng chơi cho Roma. Ở kì chuyển nhượng mùa hè, ông một lần nữa lại là tâm điểm của những lời đồn đại chuyển nhượng, với tân vô địch La Liga Real Madrid và FC Barcelona đều đưa ra giá và cả sự quan tâm từ Inter Milan.

### Inter Milan
Sau quãng thời gian 4 năm chỉ giành được một chức vô địch Coppa Italia, Chivu rời Roma và ký hợp đồng 5 năm cùng Inter Milan vào ngày 27 tháng 7 năm 2007. Mức giá của vụ chuyển nhượng là 16 triệu Euro  cùng với 3 triệu euro được chi cho việc hậu vệ Marco Andreolli chuyển tới Roma theo hợp đồng đồng sở hữu. Mùa giải đầu tiên của ông ở Serie A rất thành công khi có được chức vô địch Serie A mà ông đã tìm kiếm trong suốt quãng thời gian ở Roma.
Trong trận đấu ở cúp C1 gặp Manchester United ở mùa giải 2008-09, Chivu có một trận đấu tuyệt vời, từ chối nhiều cơ hội của Wayne Rooney và Cristiano Ronaldo, và giành danh hiệu Cầu thủ xuất sắc nhất trận thay vì Julio César.

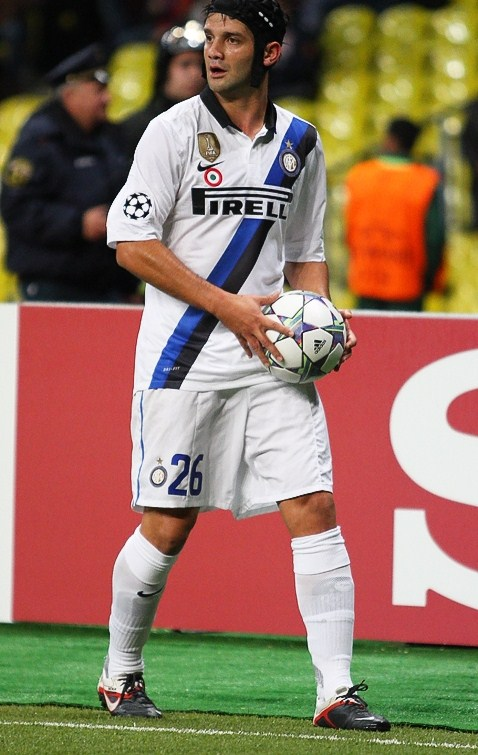
Chivu trong màu áo Inter Milan năm 2011

Chivu là hậu vệ trái số 1 ở mùa giải 2009-10 trong khi Walter Samuel và Lúcio là bộ đôi trung vệ. Vào ngày 6 tháng một trong trận gặp Chievo Verona, ông bị đưa lên cáng ở vài phút đầu hiệp hai sau khi có va chạm bằng đầu với tiền đạo Chievo là Sergio Pellissier. Anh đã phải trải qua 2 tiếng đồng hồ phẫu thuật và may mắn vượt qua nguy hiểm. Mặc dù có những thông tin cho rằng anh sẽ phải ngồi ngoài đến hết mùa, ông trở lại thi đấu vào ngày 24 tháng 3. Một tháng sau Chivu ghi bàn đầu tiên cho Inter trong trận gặp Atalanta. Vào ngày 22 tháng 5 năm 2010, ông ra sân từ đầu trong trận gặp Bayern Munich ở chung kết cúp C1, trận này Inter thắng 2-0 hoàn tất cú ăn ba lịch sử năm 2010.

## Thi đấu quốc tế

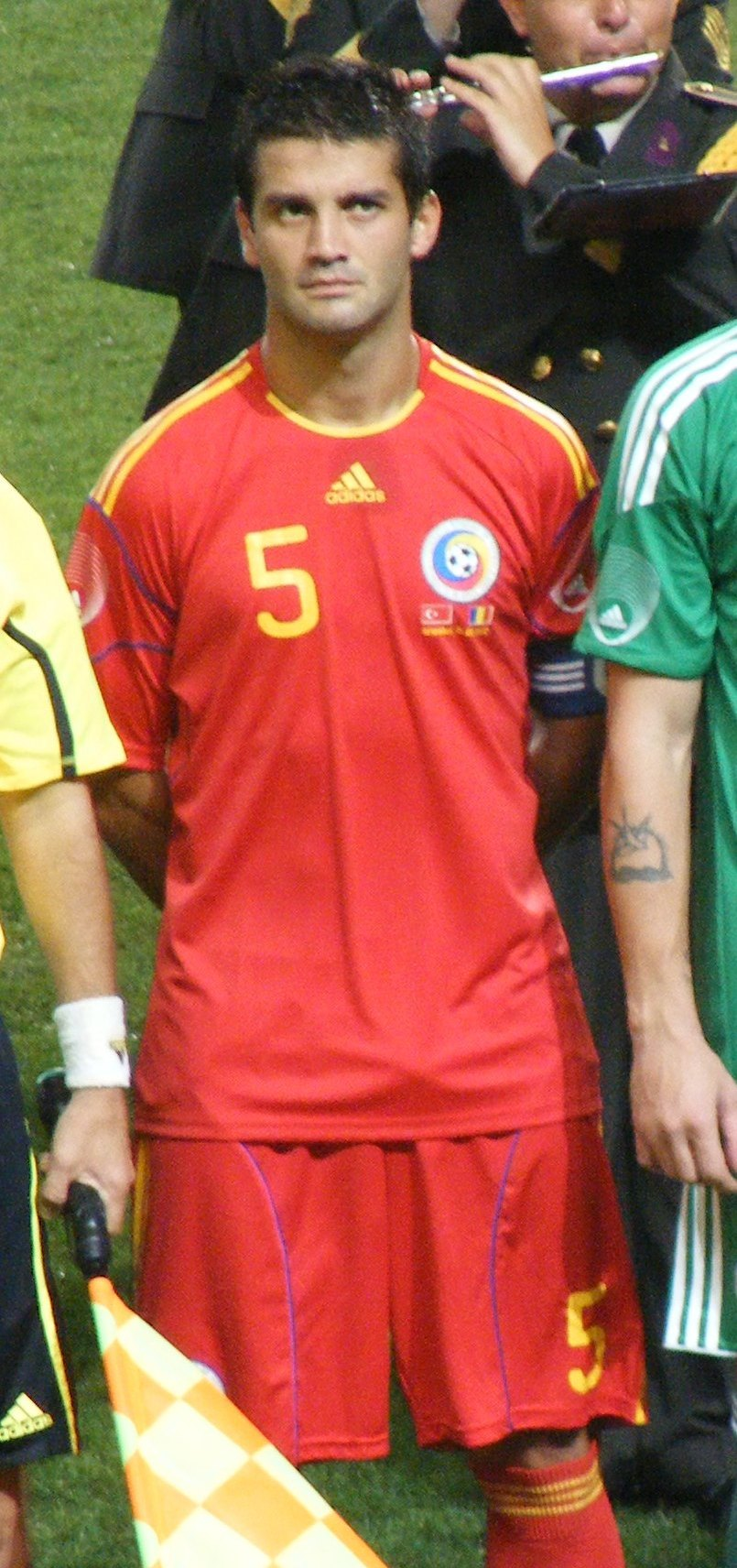
Chivu trong màu áo đội tuyển quốc gi Romania năm 2010

Vào năm 1999, Chivu được triệu tập vào đội U20 Romania và nhanh chóng được đưa lên đội tuyển quốc gia. Ông chơi cho đội tuyển bóng đá quốc gia Romania ở Euro 2000 và Euro 2008. Mặc dù chỉ ra sân 4 lần trước Euro 2000, ông vẫn ra sân đầy đủ trong cả bốn trận và ghi bàn đầu tiên cho đội tuyển. Ở Euro 2008, ông nhận được những lời tán dương nhờ vào màn trình diễn của mình, cầm hoà đội đương kim vô địch thế giới lúc đó là đội tuyển bóng đá quốc gia Ý và á quân thế giới lúc đó là đội tuyển bóng đá quốc gia Pháp, mặc dù được chơi ở vị trí không phải sở trường là tiền vệ trung tâm. 
Ông là đội trưởng đội tuyển Romania ở chiến dịch vòng loại giải vô địch bóng đá thế giới 2010 nhưng họ không thể tham dự vòng chung kết do chỉ về đích ở vị trí thứ 5 ở bảng đấu của họ.

## Sự nghiệp huấn luyện
Tháng 8 năm 2019, Chivu tham gia khóa học lấy chứng chỉ UEFA Pro tại trung tâm Coverciano. Tháng 7 năm 2021, ông được bổ nhiệm làm huấn luyện viên trưởng của đội trẻ Inter Milan Primavera.

### Parma
Ngày 18 tháng 2 năm 2025, Chivu tiếp quản chức huấn luyện viên trưởng của Parma ở Serie A, hợp đồng ký có thời hạn đến tháng 6 năm 2026 với nhiệm vụ giúp Parma trụ hạng. Trong trận đấu cuối cùng mùa giải 2024-2025, Parma đã trụ hạng thành công sau trận thắng 2-3 trên sân khách với Atalanta.

### Inter Milan
Ngày 6 tháng 6 năm 2025, truyền thông loan tin Chivu đã ký hợp đồng 2 năm để trở về làm huấn luyện viên trưởng của câu lạc bộ cũ Inter Milan, sau khi hoàn tất các thủ tục giấy tờ với Parma. Ba ngày sau, Inter chính thức công bố bổ nhiệm Chivu là huấn luyện viên trưởng mới. Trận đấu đầu tiên của ông là trận hòa 1-1 với Monterrey ở FIFA Club World Cup 2025. Ba ngày sau, ông có trận thắng đầu tiên trên cuơng vị mới sau khi đánh bại đại diện Nhật Bản Urawa Red Diamonds với tỉ số 2-1.

## Cuộc sống riêng tư
Chivu có thể nói tiếng Ý, tiếng Hà Lan và tiếng Anh cũng như tiếng mẹ đẻ của anh là tiếng România.
Ông đã lập gia đình với Andelina Elisei. Theo tạp chí Calcio Italia, Chivu đã tính chuyện mở trường dạy đá bóng ở Romania trong vài năm trước, và ông nói "Tôi hi vọng và tôi tự hào khi tôi được giống ông ấy" ám chỉ người cha của ông, Mircea Chivu từng là huấn luyện viên đội trẻ.
Vào ngày 12 tháng 2 năm 2009, vợ anh Adelina sinh đứa con đầu tiên, một bé gái tên Natalia.

## Thống kê sự nghiệp cầu thủ
Tính đến 2 tháng 6 năm 2013

### Thống kê câu lạc bộ
| Câu lạc bộ            | Mùa giải            | Giải đấu | Giải đấu | Cúp quốc gia | Cúp quốc gia | Châu Âu | Châu Âu | Khác | Khác | Tổng cộng | Tổng cộng |
| Câu lạc bộ            | Mùa giải            | Trận     | Bàn      | Trận         | Bàn          | Trận    | Bàn     | Trận | Bàn  | Trận      | Bàn       |
| --------------------- | ------------------- | -------- | -------- | ------------ | ------------ | ------- | ------- | ---- | ---- | --------- | --------- |
| FCM Reșița            | 1996–97             | 1        | 0        | 0            | 0            | –       | –       | –    | –    | 1         | 0         |
| FCM Reșița            | 1997–98             | 23       | 2        | 1            | 0            | –       | –       | –    | –    | 24        | 2         |
| FCM Reșița            | Tổng cộng           | 24       | 2        | 1            | 0            | –       | –       | –    | –    | 25        | 2         |
| Universitatea Craiova | 1998–99             | 26       | 3        | 2            | 0            | –       | –       | –    | –    | 28        | 3         |
| Universitatea Craiova | 1999–00             | 6        | 0        | 0            | 0            | –       | –       | –    | –    | 6         | 0         |
| Universitatea Craiova | Tổng cộng           | 32       | 3        | 2            | 0            | –       | –       | –    | –    | 34        | 3         |
| Ajax                  | 1999–00             | 23       | 1        | 1            | 0            | 4       | 0       | –    | –    | 28        | 1         |
| Ajax                  | 2000–01             | 26       | 5        | 0            | 0            | 4       | 0       | –    | –    | 30        | 5         |
| Ajax                  | 2001–02             | 32       | 1        | 4            | 0            | 6       | 0       | –    | –    | 42        | 1         |
| Ajax                  | 2002–03             | 26       | 6        | 3            | 0            | 12      | 0       | 1    | 0    | 42        | 6         |
| Ajax                  | Tổng cộng           | 107      | 13       | 8            | 0            | 26      | 0       | 1    | 0    | 142       | 13        |
| Roma                  | 2003–04             | 22       | 2        | 2            | 0            | 4       | 0       | –    | –    | 28        | 2         |
| Roma                  | 2004–05             | 10       | 2        | 4            | 0            | 1       | 0       | –    | –    | 15        | 2         |
| Roma                  | 2005–06             | 27       | 2        | 7            | 0            | 4       | 0       | –    | –    | 38        | 2         |
| Roma                  | 2006–07             | 26       | 0        | 7            | 0            | 8       | 0       | 1    | 0    | 42        | 0         |
| Roma                  | Tổng cộng           | 85       | 6        | 20           | 0            | 17      | 0       | 1    | 0    | 123       | 6         |
| Inter Milan           | 2007–08             | 26       | 0        | 3            | 0            | 6       | 0       | 1    | 0    | 37        | 0         |
| Inter Milan           | 2008–09             | 21       | 0        | 3            | 0            | 2       | 0       | 1    | 0    | 26        | 0         |
| Inter Milan           | 2009–10             | 20       | 1        | 3            | 0            | 9       | 0       | 1    | 0    | 33        | 1         |
| Inter Milan           | 2010–11             | 24       | 1        | 3            | 0            | 6       | 0       | 4    | 0    | 37        | 1         |
| Inter Milan           | 2011–12             | 14       | 0        | 1            | 0            | 6       | 0       | 1    | 0    | 22        | 0         |
| Inter Milan           | 2012–13             | 10       | 1        | 2            | 0            | 3       | 0       | 0    | 0    | 15        | 1         |
| Inter Milan           | Tổng cộng           | 115      | 3        | 15           | 0            | 32      | 0       | 8    | 0    | 168       | 3         |
| Inter Milan           | Tổng cộng sự nghiệp | 358      | 27       | 44           | 0            | 74      | 0       | 9    | 0    | 486       | 27        |

### Thống kê đội tuyển quốc gia
| Đội tuyển quốc gia | Năm       | Số trận | Bàn thắng |
| ------------------ | --------- | ------- | --------- |
| Romania            | 1999      | 1       | 0         |
| Romania            | 2000      | 10      | 1         |
| Romania            | 2001      | 8       | 0         |
| Romania            | 2002      | 6       | 1         |
| Romania            | 2003      | 9       | 0         |
| Romania            | 2004      | 2       | 1         |
| Romania            | 2005      | 6       | 0         |
| Romania            | 2006      | 6       | 0         |
| Romania            | 2007      | 8       | 0         |
| Romania            | 2008      | 7       | 0         |
| Romania            | 2009      | 6       | 0         |
| Romania            | 2010      | 6       | 0         |
| Tổng cộng          | Tổng cộng | 75      | 3         |

## Thống kê sự nghiệp huấn luyện
| Đội         | Từ                  | Đến                | Thống kê | Thống kê | Thống kê | Thống kê | Thống kê  | Thống kê | Thống kê | Thống kê        |
| Đội         | Từ                  | Đến                | Số trận  | Thắng    | Hòa      | Thua     | Bàn thắng | Bàn thua | Hiệu số  | Tỷ lệ thắng (%) |
| ----------- | ------------------- | ------------------ | -------- | -------- | -------- | -------- | --------- | -------- | -------- | --------------- |
| Parma       | 18 tháng 2 năm 2025 | 9 tháng 6 năm 2025 | 13       | 3        | 7        | 3        | 14        | 13       | +1       | 23.08           |
| Inter Milan | 9 tháng 6 2025      | hiện tại           | 4        | 2        | 1        | 1        | 5         | 4        | +1       | 50.00           |
| Tổng cộng   | Tổng cộng           | Tổng cộng          | 17       | 5        | 8        | 4        | 19        | 17       | +2       | 29.41           |

## Danh hiệu

### Cầu thủ

#### Ajax
- Eredivisie (1): 2001–02
- Dutch Cup (1): 2001–02
- Dutch Supercup (1): 2002

#### Roma
- Coppa Italia (1): 2006–07

#### Inter Milan
- Serie A (3): 2007–08, 2008–09, 2009–10
- Coppa Italia (1): 2009–10
- Supercoppa Italiana (1): 2008
- UEFA Champions League (1): 2009–10

#### Cá nhân
- Chiếc giày vàng Hà Lan: 2002
- Cầu thủ bóng đá Romania xuất sắc nhất năm: 2000, 2002, 2009
- Đội hình tiêu biểu của năm của UEFA: 2002
- Giải Marco van Basten: 2000

### Huấn luyện viên

#### Inter Milan U19
- Vô địch giải Primavera 1: 2021–22